# Ван ден Брук, Юрген
Юрген Ван ден Брук (нидерл. Jurgen Van den Broeck, род. 1 февраля 1983 в Херенталсе, Бельгия) — бельгийский профессиональный шоссейный велогонщик, известный по выступлению за команду Lotto Soudal.

## Карьера
Первый успех пришёл к Юргену Ван ден Бруку на юниорском Чемпионате Мира в гонке с раздельным стартом, где он одержал победу. В конце 2003 дебютировал в качестве стажёра в бельгийской команде Quick Step-Davitamon. Однако продлевать контракт не стал и первый профессиональный сезон (2004 года) провёл в американской команде US Postal Service-Berry Floor. Цвета команды Йохана Брюнеля бельгиец защищал три года однако особых успехов не добился. Наивысшими достижениями стали второе место на этапе Тура Германии в 2005 году вслед за Максимом Иглинским и победа в горной классификации Тура Бельгии.
В сезоне 2007 года Юрген Ван ден Брук перешёл в бельгийскую команду Predictor-Lotto, за которую выступает и по сей день. В 2008 году бельгиец финиширует седьмым в общем зачёте итальянской супермногодневки Джиро д’Италия. В следующем году он дебютирует на Тур де Франс. После падения на 4 этапе и потери семи минут в итоге занимает 15 место. После окончания Большой Петли участвовал в Энеко Туре, где финишировал на 4 месте.
В 2010 году в генеральной классификации Тур де Франс занимает третье место (пятое до дисквалификации Альберто Контадора и Дениса Меньшова) — это самый высокий результат для бельгийских гонщиков за 24 года. На Вуэльте Андалусии он показывает второй результат. Ровные выступления бельгийца на многодневных гонках сделали из него теневого фаворита на Тур де Франс 2011 года, перед французской супермногодневкой Юрген продемонстрировал хорошую форму на Критериуме дю Дофине и выиграл 1 этап. Однако на дождливом и опасном спуске Большой Петли он упал и сошёл. На Вуэльте Испании того же года Ван ден Брук занял восьмое место.
В 2012 году бельгиец занимает третье место в общем зачёте Тура Каталонии, пятое на Критериуме ду Дофине, на Тур де Франс он снова останавливается в шаге от подиума (4 место).
В 2013 Ван ден Брук сошёл с Большой Петли после 5 этапа.

## Выступления на Гранд Турах
| Гонка   | 2007 | 2008 | 2009 | 2010 | 2011 | 2012 | 2013 | 2014 | 2015 |
| ------- | ---- | ---- | ---- | ---- | ---- | ---- | ---- | ---- | ---- |
| Джиро   | 74   | 7    | -    | -    | -    | -    | -    | -    | 12   |
| Тур     | —    | —    | 15   | 3    | сход | 4    | сход | 13   | —    |
| Вуэльта | -    | -    | -    | -    | 8    | сход | -    | сход | сход |